# Koutaïssi
 (janvier 2016).
Si vous disposez d'ouvrages ou d'articles de référence ou si vous connaissez des sites web de qualité traitant du thème abordé ici, merci de compléter l'article en donnant les références utiles à sa vérifiabilité et en les liant à la section « Notes et références ».
Koutaïssi (en géorgien : ქუთაისი [kʰutʰɑisi]) est la troisième plus grande ville de Géorgie (après Tbilissi et Batoumi), le centre administratif de la région de l'Iméréthie. Elle est traversée par le Rioni. C'est une ville depuis 1811 mais avant cette date Koutaïssi était déjà importante et a été plusieurs fois capitale quand Tbilissi était occupée par des forces étrangères. Koutaïssi est aussi connue pour ses églises et autres édifices culturels.

## Étymologie et symboles
Le nom de Koutaïssi dérive du mot géorgien ქვა (kva) signifiant « pierre », renvoyant à la rive droite pierreuse du Rioni.

## Histoire

### Antiquité
Dans l'Antiquité, Koutaïssi aurait porté le nom d'Aléa. Les traces archéologiques font remonter sa fondation à il y a plus de 3 500 ans, au début du développement de la civilisation colchide. Les auteurs grecs de l'Antiquité la citent comme capitale du prospère pays du roi Éétès. C'est par ailleurs là qu'Apollonios de Rhodes fait venir ses Argonautes pour s'emparer de la Toison d'or.
Toutefois, peu de choses sont connues sur l'antique Koutaïs en dehors des mythes grecs. En effet, durant cette période, Vani, située plus au sud, est bien plus renommée. Après la disparition de la Colchide à la suite des attaques répétitives de l'Ourartou, Koutaïs est remplacée comme centre religieux et culturel de la Géorgie occidentale par Poti, au bord de la mer Noire, et devient une simple petite ville. Intégrée au royaume d'Ibérie au IIIe siècle av. J.-C., Koutaïs est par la suite conquise par les Romains de Pompée le Grand en -65.
Administrativement, la ville fait alors partie de la province romaine de Colchide. Sous le règne d'Hadrien (117-138), les tribus géorgiennes locales, tout en conservant un statut de vassalité envers Rome et envers l'Ibérie voisine forment le royaume de Lazique. Koutaïs est alors intégrée à ce royaume mais n'en est pas la capitale.

### Moyen Âge
La ville, désormais connue sous le nom de Koutaïssi, continue à se dégrader au début du VIe siècle. En 541, les Perses, qui occupaient déjà la Géorgie orientale et Tbilissi, s'avancent à l'ouest et commencent à annexer la Lazique, au détriment de l'Empire romain d'Orient. Bientôt, Koutaïssi fut prise par les Perses qui fortifièrent l'ancienne citadelle en 550. Le conflit se termine avec une victoire byzantine qui rend la Lazique à Constantinople, et Koutaïssi en profite pour se développer.
En 978, Koutaïssi devient la capitale du royaume unifié de Géorgie, jusqu'en 1122, puis est remplacée dans ce rôle par Tbilissi.

### Époque moderne
Du XVe siècle à 1810, elle est capitale du Royaume géorgien d'Iméréthie.

#### Empire russe
En 1810, le royaume d'Iméréthie est annexé par le tsar russe Alexandre Ier. Initialement intégrée dans l’Empire russe au gouvernement de Géorgie-Iméréthie, Koutaïssi devient en 1846 la capitale du nouveau gouvernement de Koutaïssi, qui existera jusqu’en 1918.
En 1850, le journaliste français Adolphe Joanne écrit à propos de la ville : « Koutaïs est un amas irrégulier, mais pittoresque, de maisons de bois et de claies recouvertes d'argile ; les rues et les places sont ornées d'arbres, et des jardins entourent une grande partie des habitations. La population de Koutaïs s'élève à deux mille habitants, sans compter la garnison : elle se compose d'Arméniens, de Juifs, de Géorgiens et de Russes : il s'y trouve aussi quelques Turcs et quelques Grecs. Les Arméniens s'adonnent presque tous au commerce ; ils vendent principalement des articles manufacturés européens, russes ou turcs. Les Juifs se livrent au brocantage, au commerce d'échange des productions de la terre. Les Géorgiens iméréthiens exercent la profession de doukhani (cantiniers) ; ils vendent du vin, des fruits, des gâteaux, du fromage. Les Turcs sont tailleurs de pierre, maçons ou charpentiers. Les Grecs sont boulangers, pâtissiers : ils font non seulement le pain, mais des gâteaux de maïs qui sont assez bons frais ; des craquelins en forme d'anneaux, qu'ils vendent enfilés dans une ficelle ; des pâtes feuilletées ; de petits pâtés avec une farce de chair de mouton, etc. La population russe n'est composée que de soldats, d'officiers et de quelques employés civils. Les soldats ont une caserne et un hôpital ».

#### Guerre civile russe
Après la campagne du Caucase et la révolution russe de 1917, Koutaïssi subit les violences de la guerre civile russe et de l'expédition allemande dans le Caucase, tandis que se met en place la République démocratique fédérative de Transcaucasie qui se scinde en trois nations transcaucasiennes (Géorgie, Arménie et Azerbaïdjan, les 26 et 28 mai 1918), toutes combattues et conquises par l'Armée rouge bolchévique qui inaugure la domination soviétique dans le Caucase.

#### Période soviétique
Koutaïssi est incluse dans la République socialiste fédérative soviétique de Transcaucasie, et sévèrement épurée par la police politique Tchéka, devenue Guépéou. En 1936, Joseph Staline dissout la fédération soviétique de Transcaucasie et Koutaïssi se retrouve dans la République socialiste soviétique de Géorgie. Pendant la longue période soviétique (70 ans), la population de la ville, après avoir fortement diminué dans les années 1920 en raison des déportations, se stabilise puis augmente progressivement dans les années 1960 avec l'industrialisation, d'autant qu'avec la déstalinisation, les déportés survivants sont autorisés à revenir.

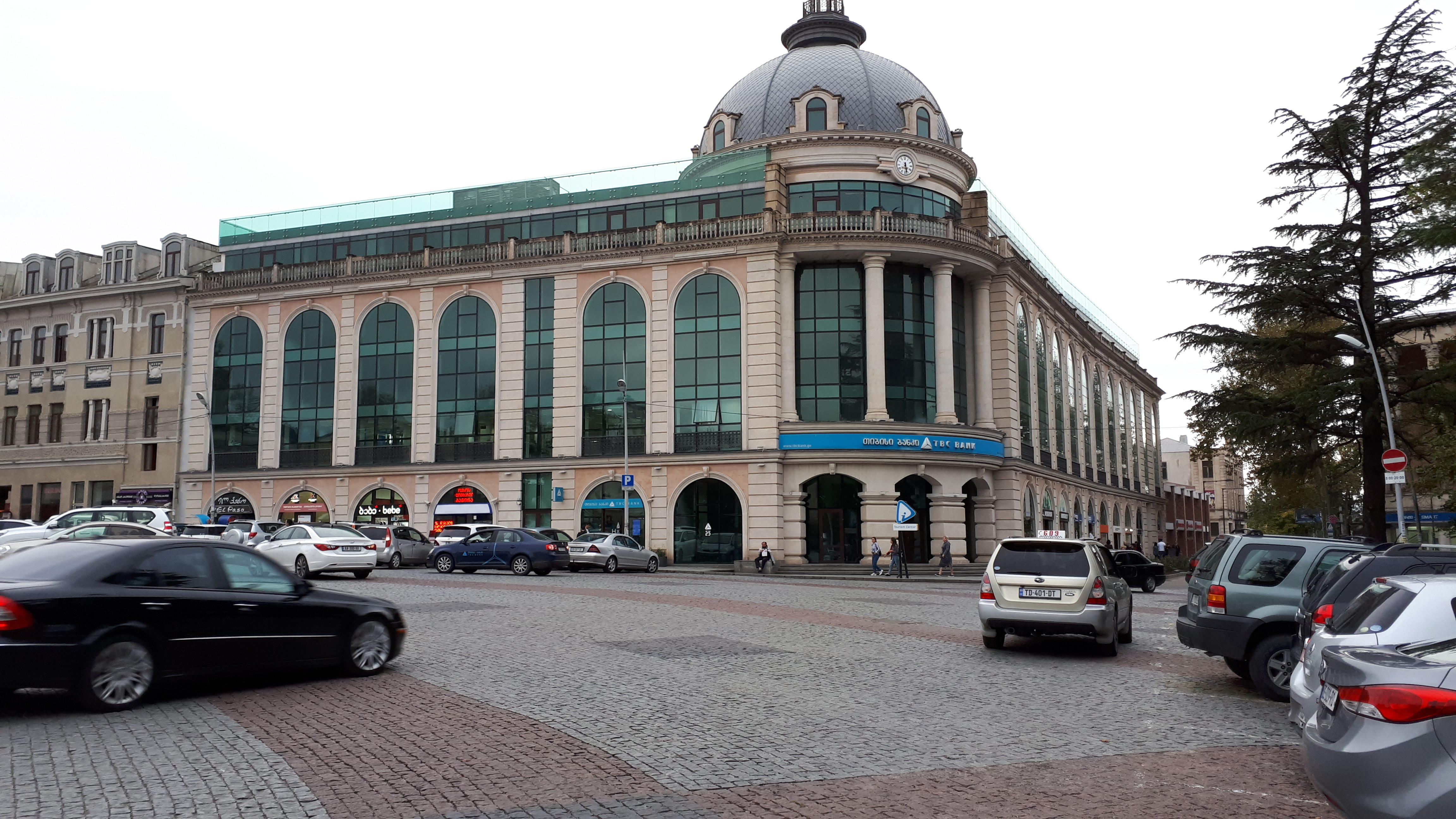
Centre de Koutaïssi.

#### Période post-soviétique
Après la dislocation de l'URSS, les industries soviétiques se révèlent obsolètes et peu productives : elles ferment et, au XXIe siècle, la population diminue à nouveau car de nombreux habitants quittent la ville pour chercher du travail ailleurs. Le petit commerce prévaut pour la majorité de la population.

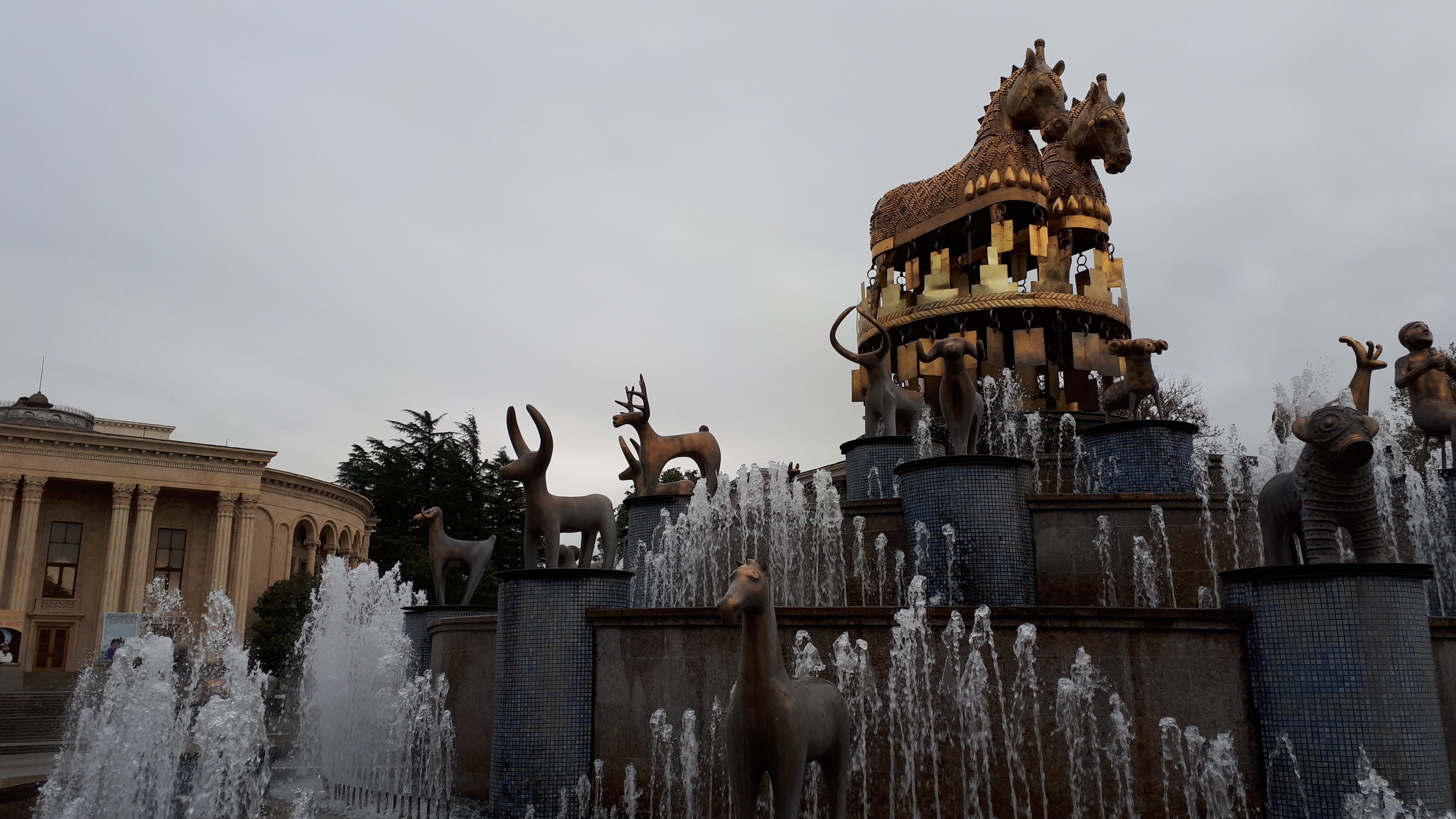
Centre de Koutaïssi : la fontaine mise en place en 2011 évoque des divinités de la mythologie géorgienne.

En 2012, le Parlement de Géorgie a été transféré de Tbilissi à Koutaïssi, mais la résidence du président et le siège de la Cour suprême du pays sont restés à Tbilissi, la capitale officielle. Le Parlement est revenu à Tbilissi en janvier 2019.

## Population

### Évolution démographique
Selon l'Office national des statistiques de Géorgie, la population de la ville était estimée à 170 200 personnes au 1er janvier 2006, elle est estimée à 147 900 personnes au 1er janvier 2016.
| Année     | Géorgiens | Géorgiens | Juifs  | Juifs | Arméniens | Arméniens | Russes | Russes | Autres | Autres | Total   | Réf.   |
| --------- | --------- | --------- | ------ | ----- | --------- | --------- | ------ | ------ | ------ | ------ | ------- | ------ |
| 1886      | 15 200    | 67.1%     | 2 788  | 12.3% | 2 320     | 10.2%     | 1 526  | 6.7%   |        |        | 22 643  | [ 5 ]  |
| 1897      | 22 017    | 67.8%     | 3 419  | 10.5% | 1 264     | 3.9%      | 3 684  | 11.3%  |        |        | 32 476  | ,      |
| 1916      | 33 843    | 58.2%     | 10 479 | 18.0% | 1 845     | 3.2%      | 10 975 | 18.9%  | 1 009  | 1.7%   | 58 151  | [ 8 ]  |
| 1926      | 39 871    | 82.7%     | 4 738  | 9.8%  | 830       | 1.7%      | 890    | 1.8%   |        |        | 48 196  | ,      |
| 1939      | 59 612    | 76.9%     | 6 986  | 4.7%  | 977       | 1.3%      | 8 753  | 11.3%  |        |        | 77 515  | ,      |
| 1959      | 96 614    | 75.4%     | 581    | 0.5%  | 1 614     | 1.3%      | 16 213 | 12.6%  |        |        | 128 203 | ,      |
| 1970      |           |           |        |       |           |           |        |        |        |        | 160 937 | [ 12 ] |
| 1979      |           |           |        |       |           |           |        |        |        |        | 194 297 | [ 13 ] |
| 1989      |           |           |        |       |           |           |        |        |        |        | 234 870 | [ 14 ] |
| 2002      | 181 465   | 97.6%     |        |       | 613       | 0.3%      | 2 223  | 1.2%   | 1 664  | 0.9%   | 185 965 | [ 15 ] |
| 2014      | 146 153   | 99.00%    | 60     | 0.04% | 127       | 0.09%     | 533    | 0.36%  | 762    | 0.52%  | 147 635 | [ 16 ] |
| 2020      | 157 153   | 97,08%    | 68     | 0,04% | 582       | 0,09 %    | 1 533  | 0,36 % |        |        | 170 635 | [ 17 ] |
| Sources,. |           |           |        |       |           |           |        |        |        |        |         |        |

### Composition ethnique
| Groupe ethnique         | Population | Pourcentage |
| ----------------------- | ---------- | ----------- |
| Géorgiens               | 157 153    | 97,08 %     |
| Russes                  | 1533       | 0,36 %      |
| Ukrainiens, Biélorusses | 551        | 0,10 %      |
| Arméniens               | 582        | 0,09 %      |
| Roms                    | 101        | 0,07 %      |
| Assyriens               | 85         | 0,05 %      |
| Grecs                   | 76         | 0,04 %      |
| Juifs                   | 68         | 0,04 %      |
| Azéris                  | 60         | 0,04 %      |
| Ossètes                 | 58         | 0,03 %      |
| Polonais                | 22         | 0,01 %      |
| Abkhazes                | 13         | 0,01 %      |
| Autres                  | 251        | 0,17 %      |
| Total                   | 170 635    | 100,00 %    |
| Sources,.               |            |             |

## Transports

### Terrestres

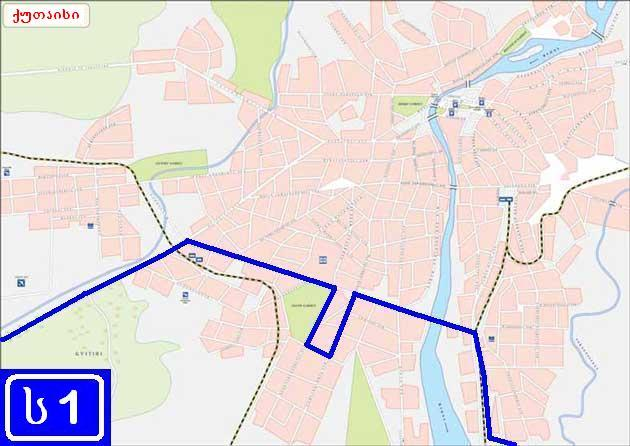
L'autoroute S1 à Koutaïssi.

Koutaïssi est traversée par l'autoroute S1 qui commence à Tbilissi et se termine à Sénaki et est connectée par cette même l'autoroute à l'E60.
Des microbus circulent dans toute la ville, ainsi que vers l'aéroport international de Koutaïssi.
Il y a des liaisons avec d'autres villes de Géorgie, principalement vers Tbilissi et Batoumi.

### Aériens
Koutaïssi était desservie par un aéroport international pendant l'ère soviétique. L'aéroport, fermé à l'indépendance, a rouvert le 27 septembre 2012. La cérémonie d'ouverture s'est faite en présence de Mikheil Saakachvili, président de la Géorgie, Viktor Orban, premier ministre hongrois et Jozsef Varadi, chef exécutif de Wizz Air.

### Ferroviaires
Koutaïssi se trouve sur deux lignes ferroviaires, toutes deux bifurquant de la ligne Poti-Bakou (de), la ligne Rioni-Tkibouli (de) et la ligne Brozeula-Tskhaltoubo (de).
Sur la ligne Rioni-Tkibouli se trouve la gare de Kutaisi Chavchavadsis Kutscha ou « Koutaïssi 1 ».
La gare « Koutaïssi 2 » se trouve sur la ligne Brozeula-Tskhaltoubo.
Le trafic de passagers est en grande partie assuré par la gare de Koutaïssi 1.
Seule le trajet vers Tskhaltoubo est desservi par des trains locaux depuis Koutaïssi 2, et deux trains partent de là jusqu'à Kutaisi 1.

## Géographie

### Topographie et situation

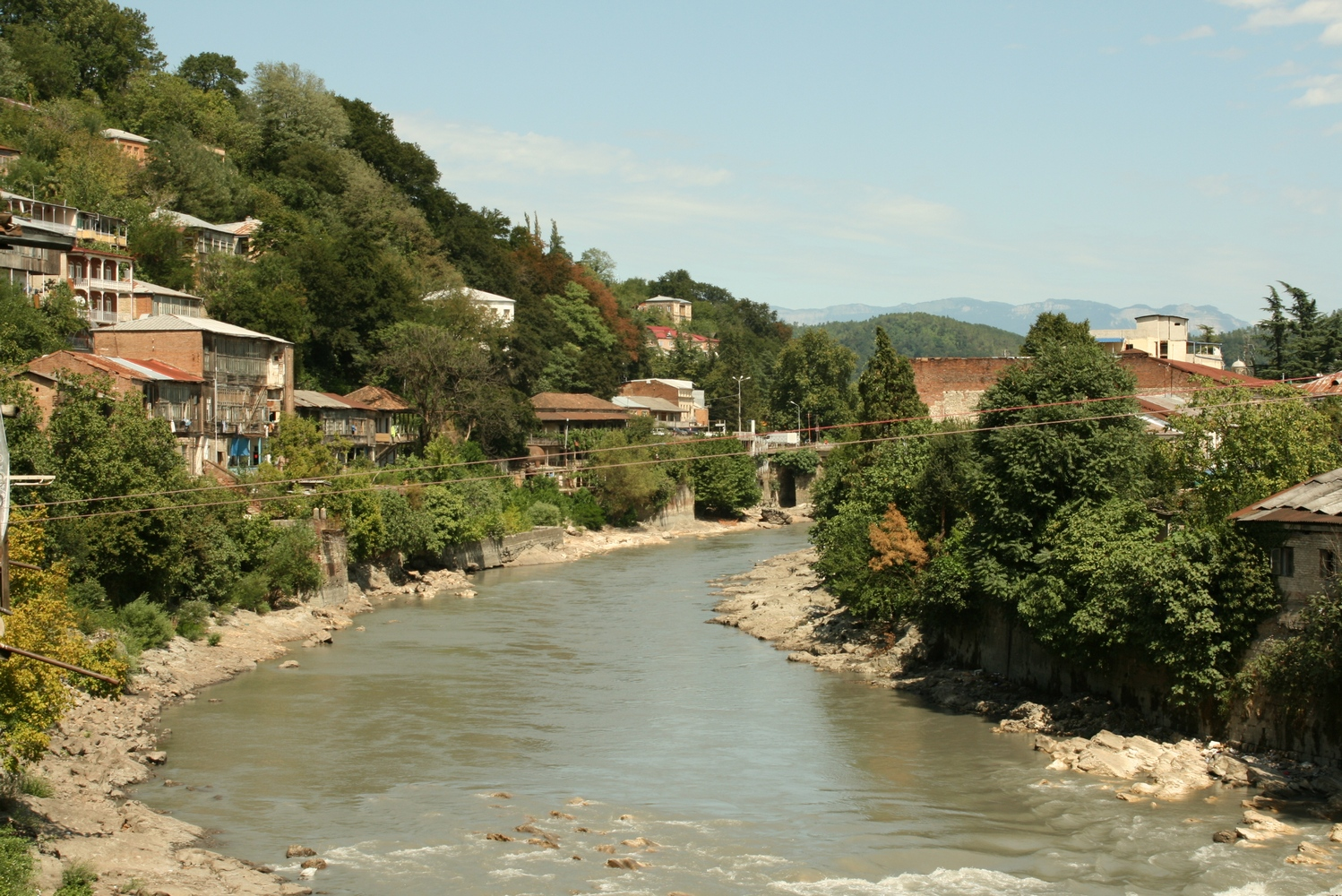
Le Rioni à Koutaïssi.

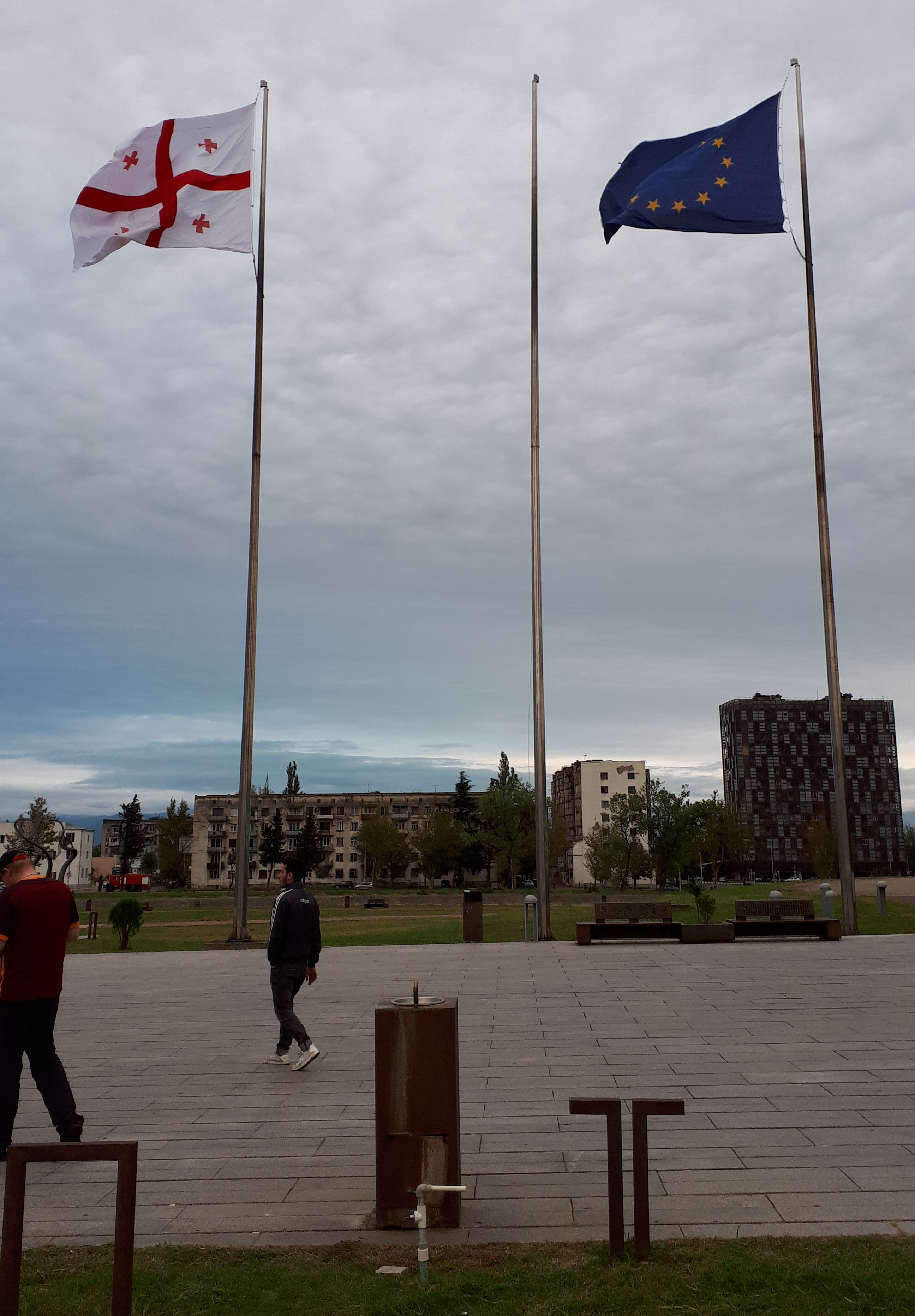
Koutaïssi, une ville qui se voudrait européenne.

Koutaïssi est située sur les deux rives de la rivière Rioni à une altitude comprise entre 125 et 300 m. Koutaïssi est cernée à l'est et au nord-est par les contreforts d'Iméréthie, au nord par la chaîne montagneuse Samgurali, enfin au sud et à l'ouest par la plaine de Colchide.
Koutaïssi est entourée de forêts d'arbres à feuilles caduques au nord-est et au nord-ouest. La banlieue peu étendue de la ville offre un visage agricole pour l'essentiel. En raison de ses nombreux parcs au centre-ville et de ses rues bordées d'arbres, Koutaïssi prend une couleur verte au printemps et jaune-rouge en automne. À la fonte des neiges des montagnes voisines la rivière Rioni gronde et se fait entendre bien au-delà de ses berges.

### Climat
Son climat est subtropical humide. Les étés sont chauds et les hivers frais, avec des précipitations importantes tout au long de l'année. La température annuelle moyenne de la ville est de 14,5 °C. Le mois de janvier est le plus froid, avec une moyenne de 5,2 °C, tandis que le mois de juillet est le plus chaud, avec 23,2 °C. Les températures extrêmes enregistrées sont de −17 °C et de 40 °C. La pluviométrie moyenne est de 1 530 mm par an. La ville connaît régulièrement d'importantes chutes de neige en hiver (30 cm par tempête de neige n'est pas rare), le manteau neigeux ne tient cependant généralement pas plus d'une semaine. Koutaïssi connaît également de puissants vents de l'est en été, ceux-ci descendant des montagnes avoisinantes.

## Politique

### Statut actuel
Koutaïssi est une ville depuis 1811 et a été la capitale parlementaire de la Géorgie de 2012 à 2019.

### Municipalité
Le conseil municipal de Koutaïssi (en) gère la ville aux côtés du maire.
La dernière élection du conseil municipal a eu lieu le 2 octobre 2021 et les résultats ont été les suivants.
| Parti                       | Parti                    | Candidat principal       | Votes   | %     | +/-     | Sièges | +/-     |  |
| --------------------------- | ------------------------ | ------------------------ | ------- | ----- | ------- | ------ | ------- |  |
|                             | Rêve géorgien            | Dimitri Mkheidze         | 25 957  | 39.21 | 9.94    | 18     | 1       |  |
|                             | Mouvement national uni   | Giga Shushania           | 24 893  | 37.60 | 14.23   | 14     | 10      |  |
|                             | Pour la Géorgie          | Eleonora Archaia         | 4 440   | 6.71  | Nouveau | 2      | Nouveau |  |
|                             | Strategy Aghmashenebeli  | Koba Guruli              | 2 168   | 3.28  | 0.64    | 1      | 1       |  |
|                             |                          |                          |         |       |         |        |         |  |
|                             | Lelo                     | Gia Gurgenidze           | 1 339   | 2.02  | Nouveau | 0      | Nouveau |  |
|                             | Parti travailliste       | Samson Gugava            | 1 130   | 1.71  | 2.05    | 0      | Stable  |  |
|                             | Girchi - Plus de liberté | Dachi Dididze            | 1 073   | 1.62  | Nouveau | 0      | Nouveau |  |
|                             | Pour le Peuple           | Shota Chikovani          | 820     | 1.24  | Nouveau | 0      | Nouveau |  |
|                             | Alliance des patriotes   | Nona Asatiani            | 804     | 1.21  | 2.68    | 0      | Stable  |  |
|                             | Géorgie européenne       | David Gogisvanidze       | 733     | 1.11  | 10.82   | 0      | 2       |  |
| Total                       | Total                    | Total                    | 68 486  | 100.0 |         | 35     | ±10     |  |
| Participation électorale    | Participation électorale | Participation électorale | 153 861 | 44.53 | 0.81    |        |         |  |
| Source: არჩევნების შედეგები |                          |                          |         |       |         |        |         |  |

### Subdivisions administratives

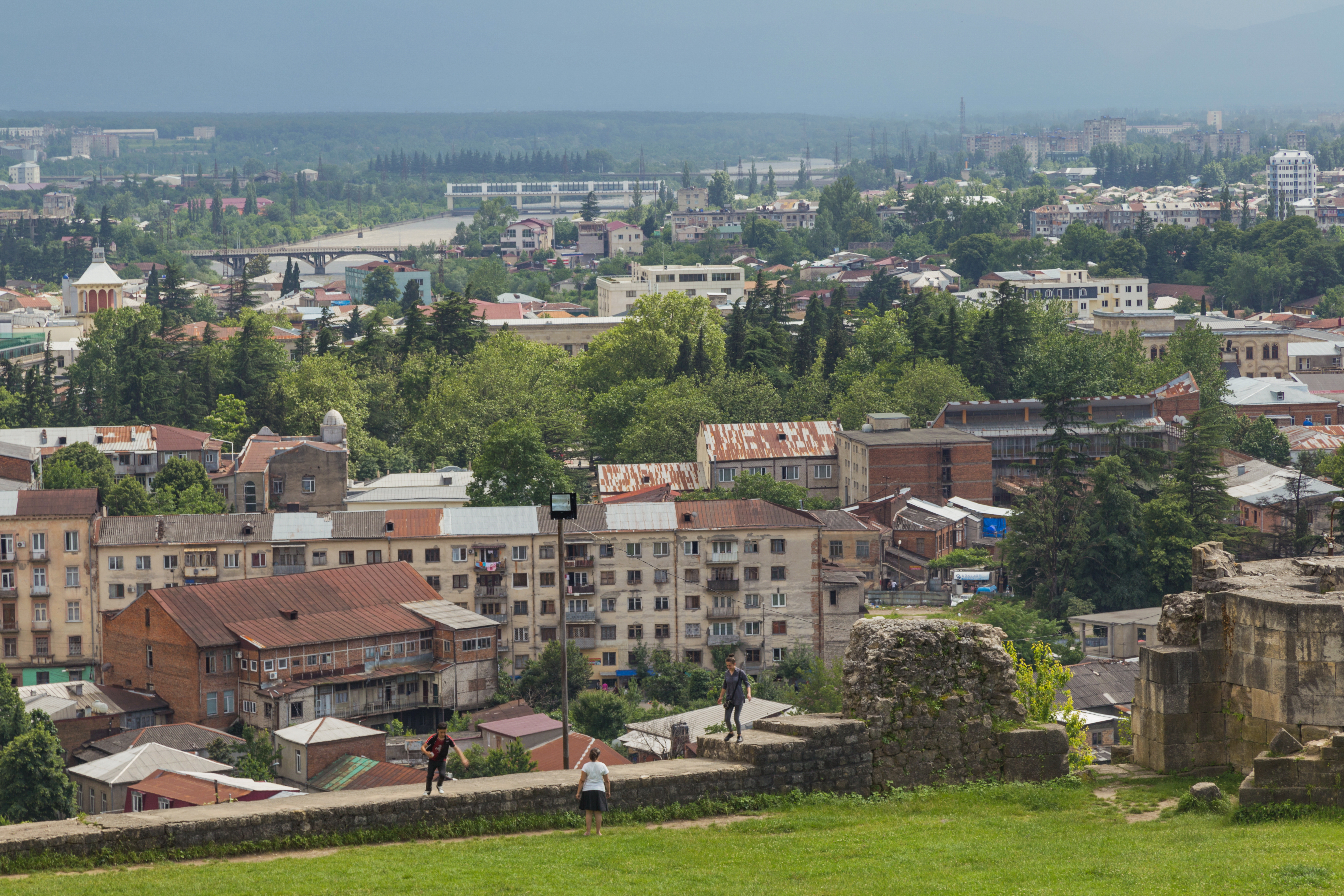
Vue du quartier Dzelkviani, le long de la rive droite de la rivière Rioni.

La ville est administrativement divisée en 12 quartiers.
| - 1. Avtokarchana - 2. Gamardzjveba - 3. Ukimerioni - 4. Kalak-Muzeumi - 5. Safitsjchia - 6. Kachianouri | - 7. Dzelkviani - 8. Nikea - 9. Vakisoebani - 10. Soelchan-Saba - 11. Moechnari - 12. Goemati |

## Économie

### Industrie
Ces dernières années, la ville a commencé à attirer davantage d’investissements de diverses sociétés multinationales.
L'usine de mécanique automobile de Koutaïssi (en), fondée en 1945, est située à Kutaïssi.
Il existe deux zones industrielles franches à Kutaisi : la zone industrielle franche de Kutaisi (Kutaisi FIZ) et la zone industrielle franche de Hualing (Hualing FIZ).
Le Kutaisi FIZ a été créé en 2009 à l'initiative de Fresh Electric, un producteur d'appareils électroménagers basé en Égypte.
La Hualing FIZ est en activité depuis 2015 et est spécialisée dans la transformation du bois et de la pierre, la production de meubles et de matelas et la construction métallique. Les deux zones franches industrielles offrent de multiples incitations aux investisseurs, telles que des exonérations fiscales et une réduction des barrières commerciales.
En 2019, le fabricant allemand de panneaux solaires AE Solar (en) a ouvert une nouvelle ligne de fabrication entièrement automatisée à Koutaïssi.
Avec une production totale de 500 MW par an, c'est la plus grande usine de panneaux solaires sous un même toit en Europe.
Au cours de la même année, Chang'an Automobile a annoncé son intention de construire une usine de voitures électriques à Koutaïssi, avec une capacité de production annuelle pouvant atteindre 40 000 véhicules. L'entreprise prévoit d'exporter chaque année environ 20 000 voitures vers l'Union européenne.
L'usine prévoit d'employer environ 3 000 personnes

### Lieux remarquables

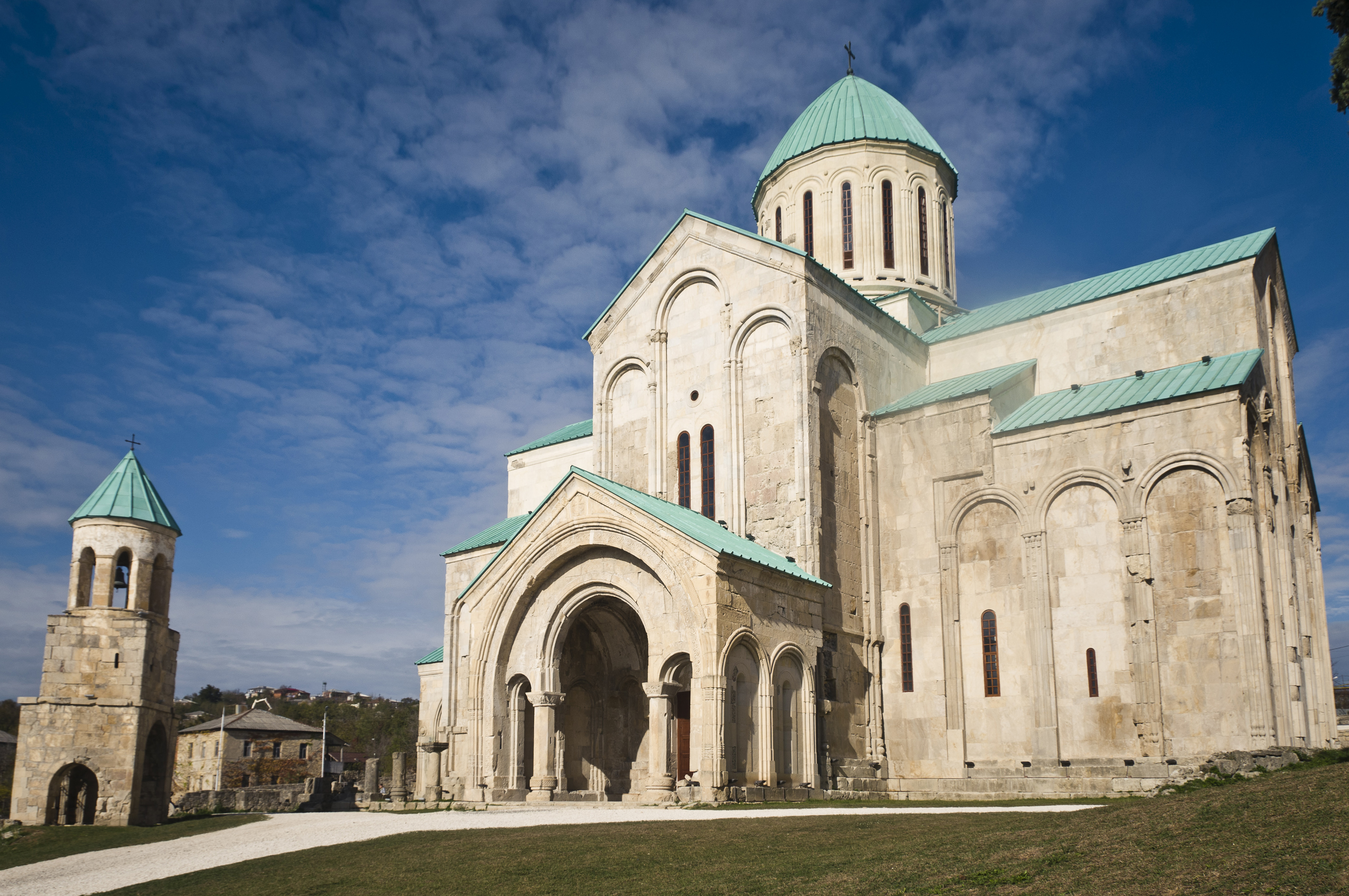
Cathédrale de Bagrati.

Le point de repère principal de Koutaïssi est la cathédrale de Bagrati, érigée par le roi Bagrat III au début du XIe siècle et largement reconstruite dans les années 2010. La cathédrale de Bagrati et le monastère de Ghélati à quelques kilomètres à l'est de la ville ont été inscrits à la liste du patrimoine mondial de l'UNESCO, mais la cathédrale en a été retirée en 2017 parce qu’elle avait « fait l’objet d’un grand projet de reconstruction portant atteinte à son intégrité et authenticité ». La ville compte la deuxième plus grande synagogue du pays après celle de Tbilissi, la synagogue de Koutaïssi, datant de 1885.

### Culture
- Théâtre dramatique d'État Lado Meskhichvili

## Sports
Rugby à XV : Rugby Club Aia.

## Jumelages
| Ville | Ville           | Pays | Pays        | Période                   |
| ----- | --------------- | ---- | ----------- | ------------------------- |
|       | Ashkelon,       |      | Israël      | depuis le 14 juillet 1987 |
|       | Bayonne         |      | France      |                           |
|       | Columbia,       |      | États-Unis  | depuis le 22 avril 1997   |
|       | Dnipro,         |      | Ukraine     | depuis septembre 2007     |
|       | Donetsk         |      | Ukraine     |                           |
|       | Gandja,         |      | Azerbaïdjan | depuis le 3 mai 1996      |
|       | Gelsenkirchen   |      | Allemagne   |                           |
|       | Gyumri          |      | Arménie     |                           |
|       | Homiel          |      | Biélorussie | depuis le 3 mai 2016      |
|       | Jinan           |      | Chine       | depuis le 26 mai 2016     |
|       | Jytomyr,        |      | Ukraine     | depuis le 26 mars 2018    |
|       | Karşıyaka       |      | Turquie     | depuis le 22 août 2011    |
|       | Kaunas          |      | Lituanie    |                           |
|       | Kharkiv,        |      | Ukraine     | depuis le 23 août 2005    |
|       | Laiwu           |      | Chine       | depuis le 10 octobre 2015 |
|       | Leskovac        |      | Serbie      |                           |
|       | Lviv,           |      | Ukraine     | depuis le 16 octobre 2002 |
|       | Lyon            |      | France      |                           |
|       | Maribor,        |      | Slovénie    | depuis le 18 mars 2016    |
|       | Mykolaïv,       |      | Ukraine     | depuis le 4 mai 2012      |
|       | Nanchang        |      | Chine       | depuis le 8 mars 2015     |
|       | Newport,        |      | Royaume-Uni | depuis le 2 octobre 1989  |
|       | Níkea           |      | Grèce       |                           |
|       | Plovdiv,        |      | Bulgarie    |                           |
|       | Poznań,         |      | Pologne     | depuis le 6 juin 2009     |
|       | Racht           |      | Iran        |                           |
|       | Samsun          |      | Turquie     |                           |
|       | Soumy,          |      | Ukraine     | depuis septembre 2018     |
|       | Szombathely     |      | Hongrie     | depuis le 2 février 2015  |
|       | Tartu,          |      | Estonie     | depuis le 31 mai 2017     |
|       | Tianjin         |      | Chine       |                           |
|       | Toula           |      | Russie      |                           |
|       | Ungheni         |      | Moldavie    | depuis le 29 août 2015    |
|       | Valka           |      | Lettonie    | depuis le 3 mai 2016      |
|       | Vitoria-Gasteiz |      | Espagne     |                           |

## Personnalités
À Koutaïssi sont nés :
- le père Élie Mélia (1915-1988), prêtre orthodoxe et historien de l'Église géorgienne ;
- Alexandre Siradzé (né en 1919), as de l'aviation soviétique ;
- Rezo Gabriadze (1936-2021), réalisateur et scénariste de cinéma, dramaturge ;
- Revaz Dzodzuashvili (1945), footballeur ;
- Zurab Sakandelidze (1945), basketteur ;
- Tengiz Sulakvelidze (1956), footballeur ;
- Ramaz Shengelia (1957–2012), footballeur ;
- Maia Tchibourdanidzé (1961), championne du monde d'échecs de 1978 à 1991 ;
- David Khakhaleishvili (1971-2021), champion olympique de judo en 1992 ;
- Alexander Margvelashvili (1973), pilier en rugby ;
- Tedo Zibzibadze (1980), joueur de rugby ;
- David Paul Kay (1982), peintre américain d'origine géorgienne ;
- Katie Melua (1984), chanteuse.

Décès à Koutaïssi :
- Boris Grigolachvili (1933-1993), chef militaire ;
- Anne Lister, diariste et voyageuse anglaise, première ascensionniste du Vignemale en France, née en 1791, morte le 22 septembre 1840.